# يوزيف هوبر
جوزيف هوبر (بالألمانية: Joseph Huber)‏ (و. 1948 – م) هو عالم اقتصاد، واجتماعي، وأستاذ جامعي، من ألمانيا، ولد في مانهايم.